# 小刺六洞虫
小刺六洞虫（学名：Hexapyle spinulosa）为门盘虫科六洞虫属的动物。在中国，分布于南海等海域。